# Storia di un minuto
Storia di un minuto è il primo album in studio del gruppo musicale italiano Premiata Forneria Marconi, pubblicato il 1° febbraio del 1972 dalla Numero Uno.

## Descrizione
Registrato da Gaetano Ria presso gli studi Fonorama di Milano (di proprietà di Carlo Alberto Rossi) in presa diretta, si tratta di un concept album che ripercorre la giornata di un uomo comune. Il disco si apre con Introduzione a cui subentra il brano Impressioni di settembre. Dopo l'allegra tarantella rock progressivo con elementi hard rock di È festa segue la lunga suite Dove...quando (divisa in due parti). Dopo il brano La carrozza di Hans, l'album si conclude con Grazie davvero.
La carrozza di Hans e Impressioni di settembre, i due brani più noti della formazione, sono in versione diversa rispetto al singolo del 1971. I brani Impressioni di settembre e È festa sono cantati da Franco Mussida, La carrozza di Hans è cantata nella prima parte da Mauro Pagani (così come Dove..Quando), mentre la seconda dallo stesso Mussida.
La copertina, realizzata da Caesar Monti, Wanda Spinello e Marco Damiani, è apribile ed all'interno ha un unico foglio con i testi dei brani.

## Accoglienza
| Recensione     | Giudizio       |
| -------------- | -------------- |
| AllMusic       |                |
| Ondarock       | Pietra miliare |
| Piero Scaruffi |                |
| Cesare Rizzi   |                |

Primo album di un gruppo musicale italiano a raggiungere la vetta delle classifiche nazionali, Storia di un minuto è considerato il capolavoro del gruppo ed è presente nella classifica dei 100 dischi italiani più belli di sempre secondo Rolling Stone Italia alla posizione numero 44.

## Tracce
Lato A
1. Introduzione – 1:09 (Franco Mussida)
2. Impressioni di settembre – 5:44 (Franco Mussida, Mogol, Mauro Pagani)
3. È festa – 4:52 (Franco Mussida, Mauro Pagani)
4. Dove... quando... (parte I) – 4:10 (Franco Mussida, Mauro Pagani)

Lato B
1. Dove... quando... (parte II) – 6:01 (Franco Mussida, Mauro Pagani)
2. La carrozza di Hans – 6:46 (Franco Mussida, Mauro Pagani)
3. Grazie davvero – 5:51 (Franco Mussida, Mauro Pagani)

## Formazione
- Mauro Pagani – flauto, ottavino, violino, cori
- Flavio Premoli – organo Hammond, pianoforte, piano a puntine, clavicembalo, mellotron, moog, voce (tracce 3 e 7), cori
- Franco Mussida – chitarra elettrica, chitarra acustica, chitarra a 12 corde, mandoloncello, voce (tracce 2, 4 e 6), cori
- Giorgio Piazza – basso, cori
- Franz Di Cioccio – batteria, percussioni, moog, cori